# Monitoramento de gases de efeito estufa

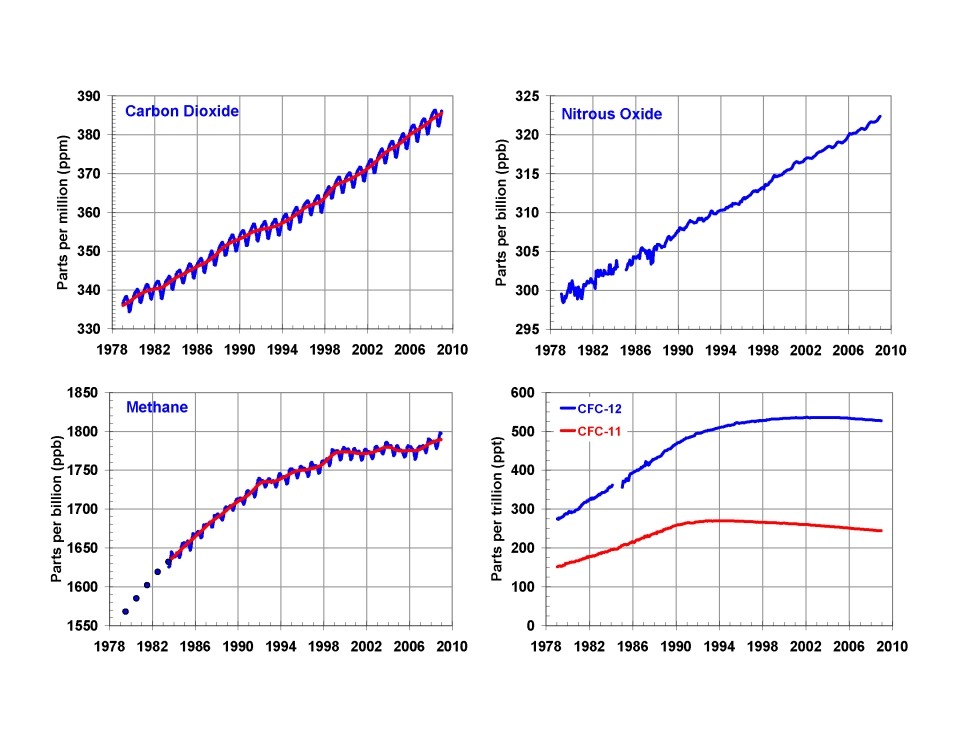
Concentrações em ppm dos principais gases de efeito estufa entre 1978 e 2010.

O monitoramento de gases de efeito estufa é a medição direta das emissões de gases de efeito estufa e seus níveis. Existem vários métodos diferentes para medir as concentrações de dióxido de carbono na atmosfera, incluindo a análise infravermelha [en] e a manometria [en]. O metano e o óxido nitroso são medidos por outros instrumentos. Os gases de efeito estufa são medidos do espaço [en], como pelo Observatório de Carbono em Órbita e por redes de estações terrestres, como o Sistema Integrado de Observação de Carbono [en].

## Metodologia

### Monitoramento de dióxido de carbono

#### Manometria
A manometria é uma ferramenta essencial para medir o dióxido de carbono atmosférico, começando pela medição do volume, da temperatura e da pressão de uma quantidade específica de ar seco. A amostra de ar é seca ao passar por várias armadilhas de gelo seco e, em seguida, coletada em um recipiente de cinco litros. A temperatura é registrada com um termômetro, e a pressão é calculada por meio da manometria [en]. Depois, adiciona-se nitrogênio líquido, o que faz o dióxido de carbono condensar, permitindo sua medição em volume. A lei dos gases ideais apresenta precisão de 0,3% nessas condições de pressão.

#### Analisador de gás infravermelho
Os analisadores infravermelhos foram utilizados no Observatório de Mauna Loa e no Instituto Scripps de Oceanografia entre 1958 e 2006. Esses dispositivos funcionam bombeando uma amostra desconhecida de ar seco por uma célula de 40 cm de comprimento. Uma célula de referência contém ar seco sem dióxido de carbono. Um filamento de nicromo incandescente emite radiação infravermelha de banda larga, que é dividida em dois feixes e passa pelas células de gás. O dióxido de carbono absorve parte da radiação, permitindo que mais radiação atravesse a célula de referência até o detector em comparação com a célula da amostra. Os dados são registrados em um gravador de gráfico de tiras. A concentração de dióxido de carbono na amostra é determinada por calibração com um gás padrão de teor conhecido de dióxido de carbono.

#### Titrimetria
A titrimetria é outro método para medir o dióxido de carbono atmosférico, utilizado inicialmente por um grupo escandinavo em 15 diferentes estações terrestres. O processo começou com a passagem de uma amostra de ar de 100,0 mL por uma solução de hidróxido de bário contendo o indicador cresolftaleína [en].

### Monitoramento de gás metano

#### Lidar de absorção diferencial
O lidar de absorção diferencial infravermelho resolvido em alcance (DIAL) é um método para medir as emissões de metano de várias fontes, como aterros ativos e fechados. O DIAL realiza varreduras verticais acima das fontes de metano e, em seguida, separa espacialmente essas varreduras para medir com precisão as emissões de metano de fontes individuais. Medir as emissões de metano é fundamental para pesquisas sobre mudanças climáticas, pois o metano está entre as espécies gasosas de hidrocarboneto mais impactantes.

### Monitoramento de óxido nitroso

#### Espectrômetro de Transformada de Fourier do Experimento de Química Atmosférica (ACE-FTS)
O óxido nitroso é um dos gases antropogênicos mais significativos na destruição do ozônio na atmosfera. Ele é liberado na atmosfera principalmente por fontes naturais, como solo e rochas, e por processos antropogênicos, como a agricultura. O óxido nitroso atmosférico também é gerado na atmosfera como produto de uma reação entre nitrogênio e ozônio eletronicamente excitado na termosfera inferior.
O Espectrômetro de Transformada de Fourier do Experimento de Química Atmosférica (ACE-FTS) é um instrumento utilizado para medir as concentrações de óxido nitroso da troposfera superior à inferior. Acoplado ao satélite canadense SCISAT, esse dispositivo demonstrou que o óxido nitroso está presente em toda a atmosfera durante todas as estações, principalmente devido à precipitação de partículas energéticas. As medições indicam que reações distintas criam óxido nitroso na termosfera inferior em comparação com a mesosfera média e superior. O ACE-FTS é um recurso essencial para prever a futura destruição do ozônio na estratosfera superior, comparando as diferentes formas de liberação do óxido nitroso na atmosfera.

## Monitoramento por satélite

### Observatório de Carbono em Órbita (OCO, OCO-2, OCO-3)
O Observatório de Carbono em Órbita foi lançado inicialmente em fevereiro de 2009, mas perdeu-se devido a uma falha no lançamento. O satélite foi relançado em 2014, agora chamado de Observatório de Carbono em Órbita-2 [en], com uma vida útil estimada de cerca de dois anos. O equipamento utiliza espectrômetros para realizar 24 medições de concentração de dióxido de carbono por segundo na atmosfera da Terra. Essas medições podem ser usadas em modelos atmosféricos [en] globais e permitirão aos cientistas localizar fontes de carbono ao combinar os dados com padrões de ventos predominantes. O Observatório de Carbono em Órbita-3 opera a partir da Estação Espacial Internacional (ISS).

### Satélite de Observação de Gases de Efeito Estufa (GOSat)
As observações por satélite fornecem leituras precisas das concentrações de dióxido de carbono e metano para fins de curto e longo prazo, detectando mudanças ao longo do tempo. Os objetivos deste satélite, lançado em janeiro de 2009, são monitorar o dióxido de carbono e o metano na atmosfera e identificar suas fontes. O GOSat é um projeto de três entidades principais: a Agência de Exploração Aeroespacial do Japão (JAXA), o Ministério do Meio Ambiente [en] (MOE) e o Instituto Nacional de Estudos Ambientais [en] (NIES).

## Estações terrestres

### Sistema Integrado de Observação de Carbono (ICOS)
O Sistema Integrado de Observação de Carbono [en] foi estabelecido em outubro de 2015 em Helsinque, Finlândia, como um Consórcio Europeu de Infraestrutura de Pesquisa [en] (ERIC). A principal tarefa do ICOS [en] é criar uma Infraestrutura de Pesquisa do Sistema Integrado de Observação de Carbono (ICOS RI) que facilite estudos sobre emissões de gases de efeito estufa, sumidouros, fontes e reservatórios, e suas causas. O ICOS ERIC [en] busca integrar sua pesquisa com outros estudos sobre emissões de gases de efeito estufa para produzir dados consistentes e promover educação e inovação.

## Monitoramento Integrado
Entre os métodos comuns para medir emissões estão as abordagens de cima para baixo, baseadas em medições atmosféricas, e os métodos de baixo para cima, que utilizam sensores terrestres. Cada um desses métodos possui vantagens e limitações. Um sistema de monitoramento integrado em tempo real pode enfrentar esses desafios ao detectar vazamentos quase em tempo real e fornecer informações úteis para que as partes interessadas implementem estratégias de mitigação eficazes. Contudo, a implementação desse sistema apresenta desafios e dificuldades significativos que devem ser cuidadosamente avaliados.